# Fuchslabyrinth
Das Fuchslabyrinth gehört mit über 14 km Gesamtlänge zu den längsten Höhlen in Deutschland. Die Höhle befindet sich unterhalb der Ortschaft Schrozberg-Schmalfelden in Baden-Württemberg und wurde 1974 von der Arbeitsgemeinschaft Höhle und Karst Stuttgart in einem Steinbruch entdeckt. Der Name erinnert daran, dass die Höhle seit mindestens 700 Jahren von Füchsen bewohnt war.
Die Höhle befindet sich im Bereich des Schrozberger Schildes, einer Aufwölbung des Oberen Muschelkalks der Hohenloher Ebene. Sie ist nicht öffentlich zugänglich. (Ross 2022) empfahl die Höhle zur Versorgung eines kalten Nahwärme-Netzes zu benutzen.

## Geologie
Das im Oberen Muschelkalk befindliche Höhlensystem besteht aus zwei Teilen: Der obere, trockene Teil besteht aus schmalen Nord-Süd-Klüften unterschiedlicher Höhe.
Diese sind durch sehr niedrige, von West nach Ost verlaufende Röhren oder Schichtfugengänge verbunden.
1988 wurde ein unter diesem Labyrinth liegender Wassergang entdeckt, der sich mehrere Kilometer von Westen nach Osten erstreckt und in beiden Richtungen an bisher nicht durchtauchten Siphonen endet. Hydrologisch ist dieser Wassergang mit der Schandtauberhöhle verbunden.

## Entstehung
Auch Speläogenese genannt. Aufgrund der Raumformen und der heute weitgehend wasserdichten Deckschicht aus Lettenkeuper vermuten Klimchouk(2005) und Trappe(2015) eine zumindest teilweise hypogene Entstehung des Labyrinths, während Hoydem, Simon et al.(2018) aufgrund der Landschaftsgeschichte eine epigene Entstehung konstatieren, die vor ca. 3 Millionen Jahren begann.

## Archäologie
Im von einem Bach durchflossenen Teil des Labyrinthes wurden 1989 spätmittelalterliche Gefäße gefunden, die von Gross [1994] dem 13.–15. Jhd. zugeordnet wurden. Sie fanden wohl ihren Weg in die Höhle durch eine mit dem Bach verbundene Doline, die als Brunnen genutzt wurde (Ellrich 1788).

## Höhleninhalt: Sedimente, Mikrobiologie, Paläontologie
Die Sedimente des Höhlenlabyrinths wurden 1994 auf Myxobakterien untersucht (Menne 1999).
Trappe und Engelhardt (2015) untersuchten die Sedimente auf Hinweise zu ihrem Ursprung.
Eine Vielzahl aus dem Muschelkalk herausgelöster Knochen sind in der Höhle zu sehen ebenso wie zahlreiche rezente Knochen ehemaliger tierischer Höhlenbewohner. Teile befinden sich im Naturkundemuseum Stuttgart und in der Ausstellung Feuersteine & Höhlen über der Höhle. Eine weitere Besonderheit der Höhle ist das Vorkommen von Gipskristallen, die streckenweise die Wände bedecken und aus dem Bodensediment hervorsprießen.

## Publikationen
Der 2021 über der Höhle eröffnete Themenweg Unterirdische Schandtauber widmet sich dem Fuchslabyrinth in Wort, Bild und Ton (Ross 2021). Über der Höhle befindet sich in einem ehemaligen Schulhaus die Ausstellung Feuersteine & Höhlen, welche Exponate aus dem Fuchslabyrinth und einen detaillierten Höhlenplan zeigt.
Veröffentlichungen über dieses Objekt findet man u. a. in den Beiträgen zur Höhlen- und Karstkunde in Südwestdeutschland.